# Châtres (Sekwana i Marna)
Châtres – miejscowość i gmina we Francji, w regionie Île-de-France, w departamencie Sekwana i Marna.
Według danych na rok 1990 gminę zamieszkiwało 530 osób, a gęstość zaludnienia wynosiła 35 osób/km² (wśród 1287 gmin regionu Île-de-France Châtres plasuje się na 795. miejscu pod względem liczby ludności, natomiast pod względem powierzchni na miejscu 164.).